# فرجينيا سبنسر كار
فرجينيا سبنسر كار (بالإنجليزية: Virginia Spencer Carr)‏ هي مؤلفة وكاتِبة أمريكية، ولدت في 21 يوليو 1929 في ويست بالم بيتش في الولايات المتحدة، وتوفيت في 10 أبريل 2012 في لين في الولايات المتحدة.